# 8250 UART

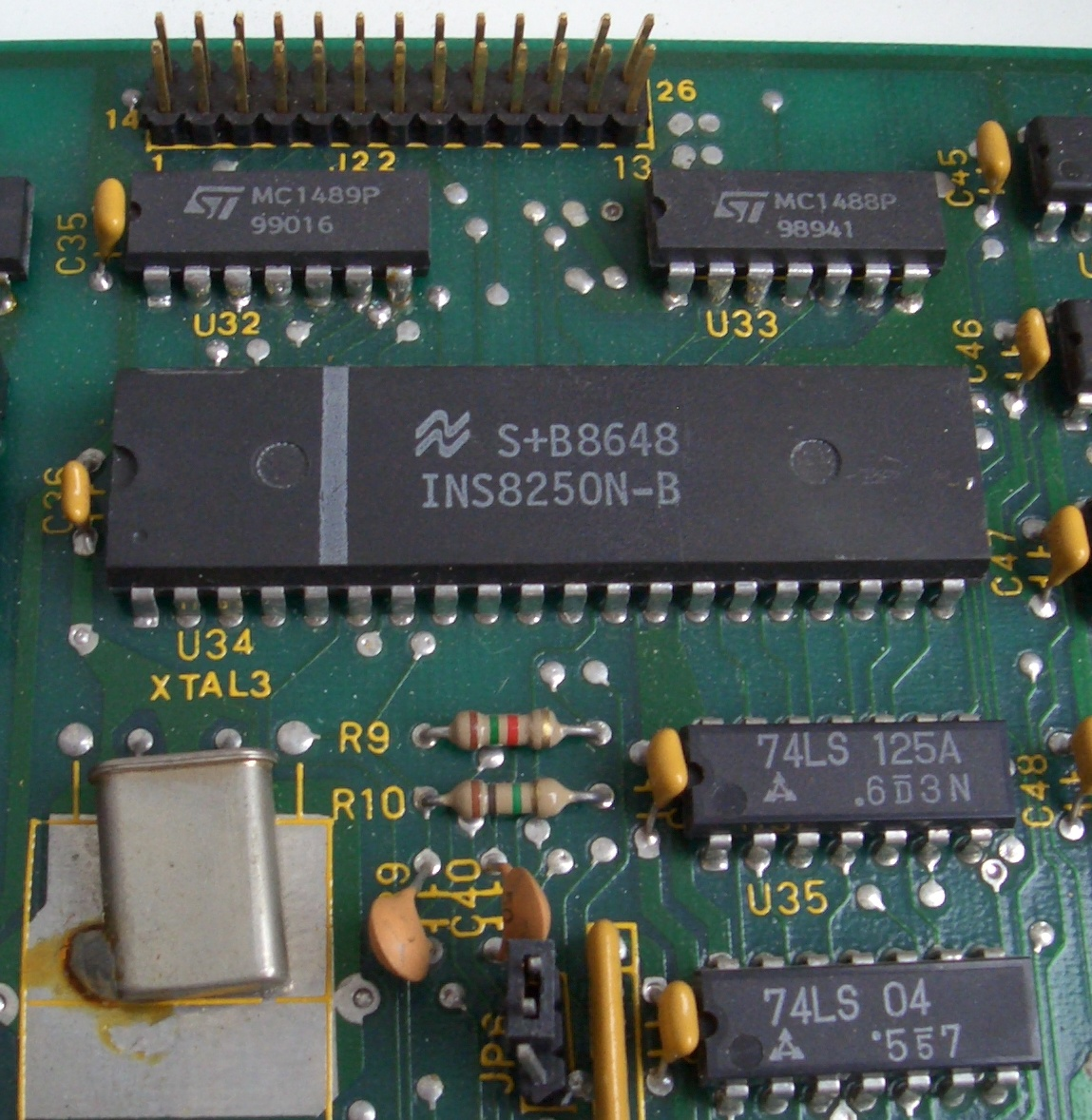
8250 UART

8250 UART (Universal Asynchronous Receiver/Transmitter) は、シリアル通信インタフェースを実装するために設計された集積回路である。8250は、当初ナショナル セミコンダクターによって製造された。8250は、パソコン及びプリンターやモデム等の関連機器で広く使用された。8250はプログラム可能なボーレートジェネレータを内蔵し、水晶発振器の任意の周波数から、一般的なボーレートも、特殊用途のボーレートにも対応することが出来た。
同じチップシリーズの後のバージョンと区別するために、チップの名称には接尾文字が使われた。例えばオリジナルの8250の後に、いくつかのバグを修正した8250Aと8250Bが提供された。
このチップの需要が大きかったため、他のメーカは互換性を持つチップの提供を始めた。ウェスタン・デジタルは、Async Communications Interface Adapter (ACIA) や Async Communications Element (ACE) という名前で WD8250 を提供した。
IBM PC/ATシリーズのコンピュータで一般的に用いられた16450(A) UARTは、より高速な通信速度を実現するために8250を改良したものである。
PCハードウェアにOS/2、Windows NT、各種のUNIXのようなマルチタスクオペレーティングシステムが導入されたことで、文字間の割り込み処理に許容される時間が短いことが問題となった。このため、IBM PS/2のシリアルポートは、受信文字を保持するバッファメモリである16バイトのFIFOを加えた、16550(A) UARTを導入した。
後のモデルは、より高い速度をサポートするために大きなメモリを加え、1チップで複数のポートをサポートした。最終的にはPCマザーボードの入出力を統合している、現在一般的なスーパーI/Oの一部となった。

## 歴史
8250 UARTはIBM PCと同時に登場した。8250Aと8250Bが続いてリリースされ、PC/ATの発売と同時に16450が登場した。
これらの改版での最も大きな違いは、最大通信速度の向上である。